# Matematik

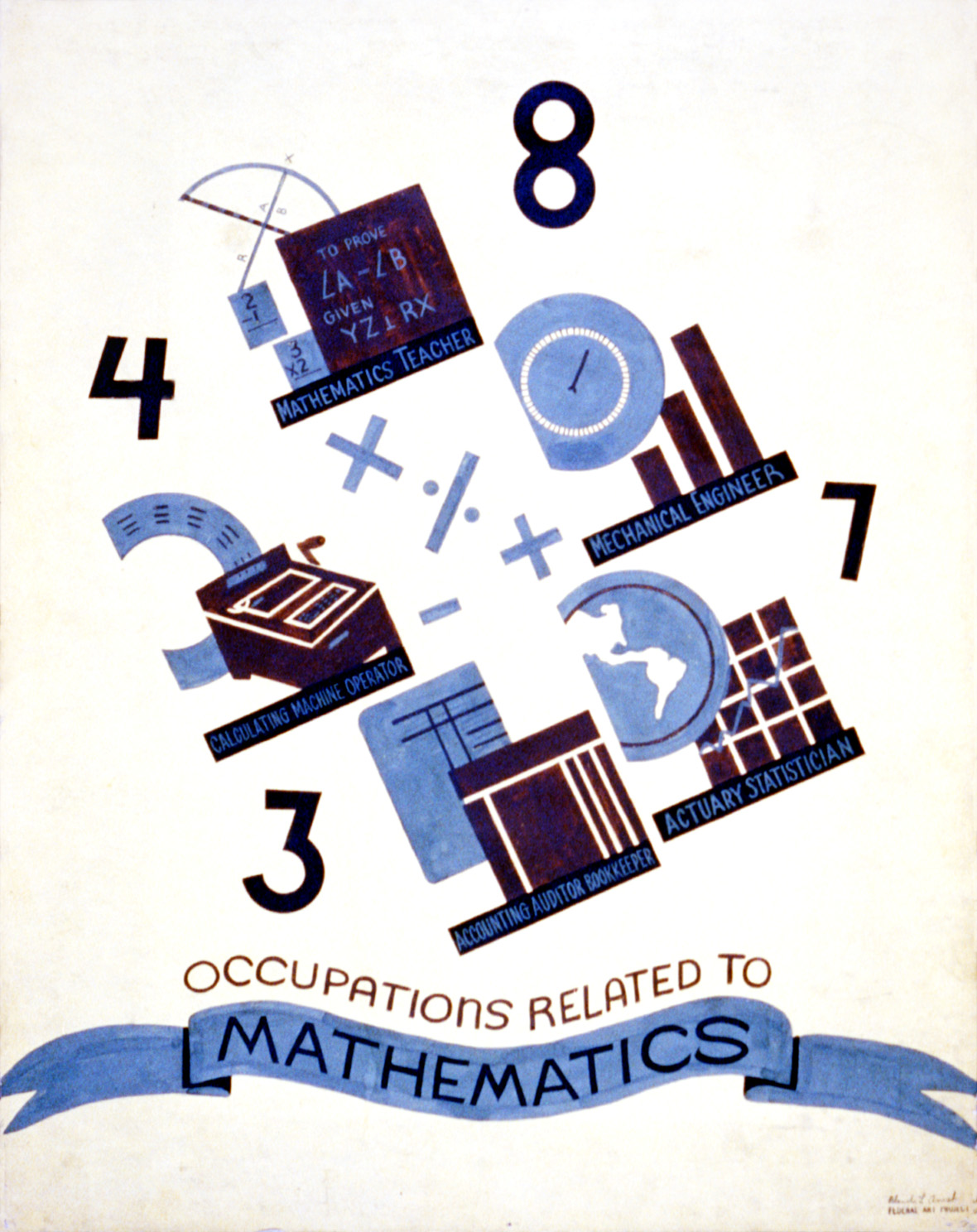
Povolání související s matematikou: učitel matematiky, inženýr, účetní auditor, pojistný matematik, ekonom, fyzik, počítačový specialista, atd.

Matematik je vědec v oboru matematika. Jinými slovy, matematik je osoba, která přináší nové poznatky na poli matematiky, např. nová pravidla a principy. Lidé, kteří pouze aplikují matematickou teorii, obvykle nejsou chápáni jako matematici. Jsou to inženýři, ekonomové, fyzici, počítačoví specialisté apod. Ženy se nestávají tak často matematičkami, protože jako dívky mají lepší čtenářské schopnosti.
Již malé děti jsou schopné chápat dělení.
Matematika je založena na matematických důkazech. Pravdivost nového tvrzení je odvozena od již existujících pravdivých tvrzení. Na rozdíl od některých jiných věd není základní metodou výzkumu v matematice provádění praktických experimentů. Počítačové a jiné praktické experimenty nejčastěji slouží k ověřování, zda se postupuje při tvorbě nové teorie správným směrem. Experiment není regulérní matematický důkaz.